# フーベルタス・フォン・ボニン
フーベルタス・フォン・ボニン（Hubertus von Bonin、1911年8月3日 - 1943年12月15日）はドイツ空軍の軍人。第二次世界大戦で77機を撃墜したエース・パイロットであり、その戦功から騎士鉄十字章を授与された。

## 経歴
1911年8月3日、ポツダムでドイツ空軍のボギスラフ・フォン・ボニン大佐の息子として生まれた。1938年の秋、コンドル軍団に参加し、第88戦闘飛行隊第3中隊に配属された。12月5日、ヴェルナー・メルダースに代わり中隊長となった。フォン・ボニンはスペイン内戦で4機を撃墜し、剣付スペイン十字章金章を授与された。1939年6月にドイツへ帰還すると、同月28日に第26戦闘航空団（JG 26）第5中隊の中隊長に任命された。1940年1月1日、第54戦闘航空団（JG 54）第I飛行隊の飛行隊長となり、部隊を率いて西部戦線で戦った。5月11日、第二次世界大戦の初戦果を記録し、9月中旬までにイギリスの戦闘機と爆撃機を8機撃墜した。1941年7月1日、第4戦闘機学校に転属した。10月10日、東部戦線の第52戦闘航空団（JG 52）第III飛行隊の飛行隊長となった。1942年5月、東部予備戦闘飛行隊の司令となり、同月22日まで指揮した。11月17日、30機撃墜を達成し、12月21日、51機撃墜の功により騎士鉄十字章を授与された。1943年5月3日、60機撃墜を達成した。7月6日、JG 54の戦闘航空団司令に任命された。
12月15日、ヴィーツェプスク付近でソ連のP-39に撃墜され戦死した。享年32歳。死後、名誉特進により中佐に昇進した。総撃墜数77機の内訳は、4機がスペイン内戦、9機が西部戦線、64機が東部戦線で記録したものだった。
ボニンには二人の兄弟がいた。兄のユルゲン＝オスカー・フォン・ボニンは輸送航空団の機上偵察員だったが戦死した。弟のエッカート＝ヴィルヘルム・フォン・ボニンは第1夜間戦闘航空団第II飛行隊の飛行隊長を務めたエース・パイロットで、大戦を生き抜いた。

## 叙勲
- 剣付スペイン十字章金章
- ドイツ十字章金章（1942年10月27日）：第52戦闘航空団第III飛行隊の少佐として[3]
- 鉄十字勲章1939年章
  - 2級
  - 1級
- 騎士鉄十字章（1942年12月21日）：第52戦闘航空団第III飛行隊の飛行隊長及び少佐として[4]

## 参照